# Piets-Plasence-Moustrou
Piets-Plasence-Moustrou település Franciaországban, Pyrénées-Atlantiques megyében. Lakosainak száma 139 fő (2022. január 1.). Piets-Plasence-Moustrou Arget, Cabidos, Garos, Montagut és Morlanne községekkel határos.

## Népesség
A település népességének változása:
| Lakosok száma | 138  | 138  | 139  | 139  | 139  | 140  | 140  | 139  | 139  |
|               | 2013 | 2015 | 2016 | 2017 | 2018 | 2019 | 2020 | 2021 | 2022 |